# Рибе (Великопольське воєводство)
Рибе (пол. Rybie) — село в Польщі, у гміні Рихвал Конінського повіту Великопольського воєводства.
Населення — 117 осіб (2011).
У 1975-1998 роках село належало до Конінського воєводства.

## Демографія
Демографічна структура станом на 31 березня 2011 року:
|          | Загалом | Допрацездатний вік | Працездатний вік | Постпрацездатний вік |
| -------- | ------- | ------------------ | ---------------- | -------------------- |
| Чоловіки | 59      | 13                 | 37               | 9                    |
| Жінки    | 58      | 8                  | 27               | 23                   |
| Разом    | 117     | 21                 | 64               | 32                   |